# 감천초등학교 (부산)
감천초등학교(甘川初等學校)는 대한민국 부산광역시 사하구에 있는 공립 초등학교이다.

## 학교 연혁
- 1952년 3월 28일: 개교

## 참고 자료
- 감천초등학교 - 한국교육학술정보원 학교알리미